# Адам Мичел
Адам Мичел (енгл. Adam Mitchell) измишљени је лик у британској научнофантастичној телевизијској серији Доктор Ху. Осмислио га је продуцент серије Расел Т. Дејвис, а тумачио га је Бруно Ленгли. Адам се први пут појавио у првом серијалу оживљавања серије као други телевизијски сапутник Деветог Доктора (Кристофер Еклстон). Међутим, за разлику од главне сапутнице Деветог Доктора, Роуз Тајлер (Били Пајпер), која је пружила ефективну људску супротност Доктору, вековима старом ванземаљцу, Адам је осмишљен да пружи пример неподобног путника кроз време.
Лик је представљен као млади геније из 2012. године, који привлачи пажњу Докторове сапутнице Роуз пошто су га она и Доктор упознали на његовом радном месту. Упркос Роузиној жељи да прихвати Адама као сапутника, Доктор је скептичан. Пошто је Адам покушао да искористи податке из будућности за сопствену корист, Доктор избацује Адама из ТАРДИС-а и враћа га кући. Ово је био први пример да је Доктор оставио сапутника због лошег понашања.
Лик Адама је настао када је извршни продуцент Расел Т. Дејвис представио BBC-ју нови концепт Доктора Хуа у нади да ће оживети серију. Иако је осмишљен у раној фази планирања серије, Адам је одувек требало да буде краткорочни лик. Иако су рецензенти уопштено негативно реаговали на лик, Адамова улога супротности за фигуру главног сапутника похваљена је заједно са моралним поукама његовог одласка.

## Појављивања
Адам се први пут појављује у епизоди првог серијала „Далек” као млади истраживач код Хенрија ван Стетена (Кори Џонсон), власника музеја ванземаљских артефаката у подземном бункеру у Јути. Адам помиње да је геније пошто је успешно хаковао рачунаре Министарства одбране Сједињених Држава када је имао осам година. Он брзо ствара међусобну привлачност са Роуз Тајлер и обавештава је о својој жељи да види звезде. Када је живи Далек успео да се ослободи и пробије пут кроз базу, Адам бежи заједно са Роуз. На крају епизоде, када је Ван Стетенов музеј затворен, Роуз тражи од Деветог Доктора да поведе Адама са њима у ТАРДИС. Доктор оклева, али Роуз га убеђује да пусти Адама да путује са њима у ТАРДИС-у.
У следећој епизоди „Дуга игра”, Доктор, Роуз и Адам стижу на свемирску станицу 200.000 године, а Адама је преплавио културни шок. У искушењу богатства доступних података и технологије, он у своју главу инсталира напредни порт за рачунарски интерфејс који се активира једним пуцњем прстију, који му омогућава приступ рачунарском систему будућности. Он покушава да пренесе податке назад на Земљу 21. века користећи Роузин модификовани мобилни телефон да остави податке на телефонској секретарици својих родитеља. Ово се изјаловило када су зликовци који су водили станицу покушали да извуку податке о Доктору директно из Адамовог мозга преко његовог новог интерфејса. Као казну за Адамово кршење поверења, Доктор га враћа кући и уништава његову телефонску секретарицу и податке који су на њу пренети. Када се Адамова мајка (Џуди Холт) вратила кући, шокирана је и ужаснута након што је нехотице активирала уметак уграђен у његово чело.
У низу стрипова из 2013. године Затвореници времена, објављеном у част 50. годишњице серије, Адам је главни антагониста. Пошто му мајка умрла, он набавља Вортекс манипулатор и планира да отме Докторове сапутнике како би се осветио Доктору што га је спречио да набави технологију која би могла да је спаси, пратећи свих једанаест Доктора и отимајући њихове сапутнике на различитим местима у њиховом животу. На крају приче, открива се да се Адам удружио са прошлом варијантом Господара, а док се њих двојица суочавају са Једанаестим Доктором, Адам нуди да поштеди једног сапутника по Докторовом избору, а убије остале. Међутим, Доктор преокреће ситуацију у своју корист призивајући своје прошле верзије да му помогну, такође организујући да Фробишер буде ухваћен док се представљао као Пери, дозвољавајући му да побегне из заточеништва и саботира Адамову опрему како би се ослободили остали сапутници. Када је Господар открио свој прави циљ да каналише хронску енергију кроз ТАРДИС и тако уништи универзум, Адаму је дата јединствена прилика за искупљење и он се жртвовао да уништи Господареву опрему. У својим последњим тренуцима, помирио се са Деветим, Десетим и Једанаестим Доктором и Роуз и признат је као „прави сапутник” на свом надгробном споменику, добијајући постхумно признање Једанаест Доктора и њихових сапутника.
Адам се појављује у Хроникама Деветог Доктора, које су објављене у мају 2017. године.

## Концептуална историја
Лик Адама Мичела је први пут осмишљен, заједно са Хенријем ван Стетеном, током предлагања идеје Расела Т. Дејвиса BBC-ју 2003. године за причу у великој мери заснованој на аудио драми Јубилеј Роберта Ширмана, која ће касније бити основа за епизоду „Далек”. Намера продуцентске екипе је од почетка била да се Адам придружи ТАРДИС-у пошто би се допао Роуз. За ову улогу је изабран Бруно Ленгли, највише због улоге Тода Гримшоа у Улици крунисања. Он је био на аудицији за улогу истог дана када је радио публицитет за свој испраћај из Улице крунисања. Реагујући на свој кастинг, Ленгли је изјавио: „Нисам могао да тражим бољу следећу улогу јер је Доктор Ху још једна сјајна институција”. Ленгли описује Адама као „помало штреберског” и наводи у вези привлачности његовог лика према Роуз да је „она веома лепа девојка и да Адам дуго није видео ниједну девојку”.
Од 1963. године, вишегодишња фигура сапутника у Доктору Хуу углавном служи да подсети Доктора на његову „моралну дужност”. Међутим, Адам никада није требало да буде дугогодишњи сапутник. У књизи која се бавила догађајима иза кулиса, Доктор Ху: Прича изнутра, Дејвис објашњава да је „одувек желео да направи серију са неким ко би био ужасан сапутник” и назива Адама „сапутником у покушају”. У епизоди серијала Доктор Ху: Поверљиво окарактерисао је Адама као „помало амбициозног” и „мало превише паметног за његово добро”. Ленгли је додао да лик завршава „на погрешној страни стазе” јер воли да се „петља у ствари” и да га „мучи то што мисли да је геније”. Објашњавајући Адамов пад, Дејвис наводи да он „не схвата да ради за своје добро све док се не доведе у стање искушења, где су знање, информације и моћ стављени пред њега”. Дејвис је сматрао да је Адамова прича пружила публици „прилику да види некога како креће тим путем” пре него што му Доктор пресече амбиције.
Првобитно је постојало неколико аспеката лика који су избачени пре његовог појављивања у серији: у раним нацртима, он је био син Хенрија ван Стетена. У DVD коментару за „Дугу игру” редитељ Брајан Грант и глумац Бруно Ленгли расправљају о Адамовом мотиву слања медицинског знања из будућности кући да би излечио свог оца који је био лошег здравља, иако овај мотив није споменут у финалној епизоди. У циљу промоције лика током недеље када је „Дуга игра” први пут емитована, веб-сајт Who is Doctor Who? објавио да је „14-годишњи Адам Мичел из Нотингема” победио на такмичењу које је организовао Ван Стетен претходне недеље. Адам у свом победничком есеју на тему „Зашто желим да упознам ванземаљца” помиње да жели да људи од њих стекну напредно знање, уз објашњење: „Не мислим да је то варање, заиста. То је само пречица”.

## Пријем
Дек Хоган, пишући за веб-сајт Digital Spy, негативно је реаговао на увођење лика Адама у епизоди „Далек”, наводећи да „не види смисао тога зашто се Тод Гримшо из Улице крунисања појавио”. Он је указивао да би било забавније да се уместо њега у епизоди појавила мајка његовог лика из поменуте серије. Ијану Хајленду из новина Sunday Mirror такође се није свидело Адамово представљање, описујући „приказ младалачке љубави између Роуз и слатког енглеског дечака” као „веома, веома иритантну”. Часопис SFX је прокоментарисао сличности између Адамовог првог одласка у будућност и Роузиног у „Крају света”, наводећи „да је то очигледно била намерна паралела са Раселове стране, као део његове шеме да супротстави и упореди реакције Роуз и Адама”. Рецензент њиховог веб-сајта приметио је да је Адамова његова „хумористичка несвестица” означила као неподесног путника. Марк Едвард Дипауло са Универзитета у Оклахоми напомиње да је Адамова улога у „Дугој игри” била да пружи сатиру на медије и да функционише као „осуда оних који не могу да престану да гледају телевизију, интернет, iPod-ове, као и друге непрестане емитере онога што Доктор назива 'бескорисним информацијама'.” Фрејзер Макалпајн, рецензирајући Адамова појављивања у улози сапутника на блогу BBC America-е, описује га као „плашљивог наметљивца” и „пењача на друштвеној лествици”. На основу својих неуспеха, Адам постаје „сапутник који доказује вредност свих других сапутника”.

„Адам је увек био замишљен као 'сапутник у покушају' и иако он није најупечатљивији лик, приказ његове чисте неспособности је више него вредан помена.”

—Den of Geek о лику Адама.
У својој књизи Ко је Доктор?, Грејам Берк и Роберт Смит описали су Адама у епизоди „Далек” као „помало досадног”. Берк га је у „Дугој игри” назвао „арогантним и нарцисоидним”, због чега је Роуз изгледала плитко јер је инсистирала да путује са њима, али је сматрао да је Ленгли урадио „сјајан посао” преносећи мане свог лика. Изјавио је да је „штета” што је позадина Адамове мотивације избачена из финалног сценарија, јер би то учинило његов лик уверљивијим. Њих двојица су пронашли логичан недостатак у Докторовој одлуци да остави Адама јер је постојала могућност да се неко други дочепа будуће технологије. Рецензент часописа, Radio Times, Патрик Малкерн, био је позитивнији према лику Адама, описујући га као „наметљивог, али допадљивог” и његов одлазак као „књижевно прецизан”. Он је прокоментарисао да Адам „додаје занимљиву динамику, суптилно другачију” од Микија Смита и капетана Џека Харкнеса, који су такође радили са Роуз и Деветим Доктором. Уместо да угрози однос Доктора и Роуз, Адам „је послужио да га ојача”. Године 2010. Марк Харисон са веб-сајта Den of Geek навео је избацивање Адама из ТАРДИС-а као десету најбољу сцену опроштаја од неког сапутника, наводећи да је било „сјајно имати увид у то како изгледа кад Доктор некога избаци”. Сматрао је да је лик „избачен на спектакуларан начин” у покушају да украде будућу технологију и да је његова коначна судбина пример поетске правде. Чарли Џејн Андерс је такође похвалила концепт Адамове приче, постављујући његов одлазак као седми најдепресивнији одлазак неког сапутника у историји Доктора Хуа. Сматрала је да је имати „сапутника који је избачен” једна од Дејвисових „најпаметнијих идеја” као извршног продуцента серије и да су Адамове људске мане учиниле да се публика може поистоветити са њим. Читаоци Radio Times-а су 2010. године изгласали Адама за 45. најпопуларнијег сапутника од четрдесет осам предложених.